# Diamesa edentistyla
Diamesa edentistyla är en tvåvingeart som beskrevs av Bhattacharyay och Chaudhuri 1991. Diamesa edentistyla ingår i släktet Diamesa och familjen fjädermyggor. Inga underarter finns listade i Catalogue of Life.